# Македонский кириллический листок
Македонский кириллический листок — кириллическая пергаментная рукопись первой половины X века.
Рукопись состоит из одного листа. Она был открыта Александром Гильфердингом в 1857 году на Балканах, точное место неизвестно, считается, в Македонии. Гильфердинг подарил рукопись И. И. Срезневскому, который её многократно издавал. Потом оригинал в течение некоторого времени считался утерянным. В 1905 году Г. А. Ильинский обнаружил его у В. Срезневского, сфотографировал и опубликовал. Сейчас хранится в Библиотеке Российской академии наук в Санкт-Петербурге — собрание И. И. Срезневского № 63, шифр 24.04.16.
Лист плохо сохранился — пергамент сильно поврежден. Это отрывок из трактата по искусству перевода. Почерк представляет собой архаичное наклонное висящее письмо, похожий на почерк Енинского Апостола и Саввиной книги. Орфография связана с преславскими эпиграфическими памятниками кириллицы конца IX — первой половины X века. Одноеровая — используется только ерь, и имеет влияние глаголицы — вместо буквы ю используется единственная глаголическая буква. Автор неизвестен, высказывались предположения, что это мог быть Иоанн Экзарх, Константин-Кирилл Философ, Мефодий, Константин Преславский.
Рукопись многократно издавалась. В 1906 году Григорий Ильинский опубликовал издание, которое долгое время считалось самым авторитетным. Образцовое прочтение памятника с рядом заметок и словарем было опубликовано в Болгарии в 1978 году Ангелиной Минчевой. Иван Добрев дал пояснения к этому изданию.

## Издания
- Срезневский, Измаил И. Из обозрения глаголических памятников. В: Известия Императорского археологического общества, 5, 1863, 2, с. 66-68.
- Срезневский, Измаил И. Древние глаголические памятники сравнительно с памятниками кириллицы. СПб., 1866, с. 276—279.
- Срезневский, Измаил И. Македонский листок. В: Древние славянские памятники юсового письма с описанием их и с замечаниями об особенностях их правописания и языка. СПб., 1868, с. 192—193.
- Ильинский, Григорий А. Македонский листок. Отрывок неизвестного памятника кирилловской письменности XI—XII в. (Памятники старославянского языка, 1.5). СПб., 1906.
- Минчева, Ангелина. Старобългарски кирилски откъслеци (Български езикови паметници I). София, Българска академия на науките, Институт за български език, Издателство на Българската акдемия на науките 1978, с. 76-89.